# 稚内市立宗谷中学校
稚内市立宗谷中学校（わっかないしりつそうやちゅうがっこう）は、北海道稚内市にある中学校。同市宗谷、清浜（以上「宗谷小学校」校区）、宗谷岬、峰岡、東浦（以上「大岬小学校」校区）、富磯（「富磯小学校」校区）地区を通学区域とする。
北海道最北端の宗谷岬の約5km南西に位置し、中学校として日本で最も北にある。
市の産業教育実践研究指定校として、宗谷漁業協同組合や稚内地区水産技術普及指導所などの指導でタコ・ホタテの燻製製造やホッカイシマエビの養殖にも取り組んでいる。

## 概要
- 学級数 - 3 （令和5年4月1日現在）
- 生徒数 - 29（男19、女10、令和5年4月1日現在）
- 本務教員数 - 9
- 本務職員数 - 3
- 校長 -
- 学校給食 - あり
- へき地学校指定級 - 3級

## 沿革
- 1967年（昭和42年） - 大岬、宗谷、富磯の旧3中学校を統合し現在地に設置
- 1968年（昭和43年） - 稚内市産業教育実践研究校指定
- 1969年（昭和44年） - 産業教育実習室建設
- 1971年（昭和46年） - 交通安全研究校指定
- 1973年（昭和48年） - 臨海実習室（増養殖研究所）建設
- 1983年（昭和58年） - 北海道教育委員会交通安全教育実践校指定
- 1987年（昭和62年） - 稚内市沿岸漁業後継者育成センター建設
- 2000年（平成12年） - 新校舎竣工
- 2001年（平成13年） - 体育館完成

## 学校周辺
- 宗谷岬

## 交通
- JR稚内駅より宗谷バス天北宗谷岬線で約41分、一日7往復、（2012年4月現在）宗谷中学校前下車。
- 国道238号